# Jeschiwa

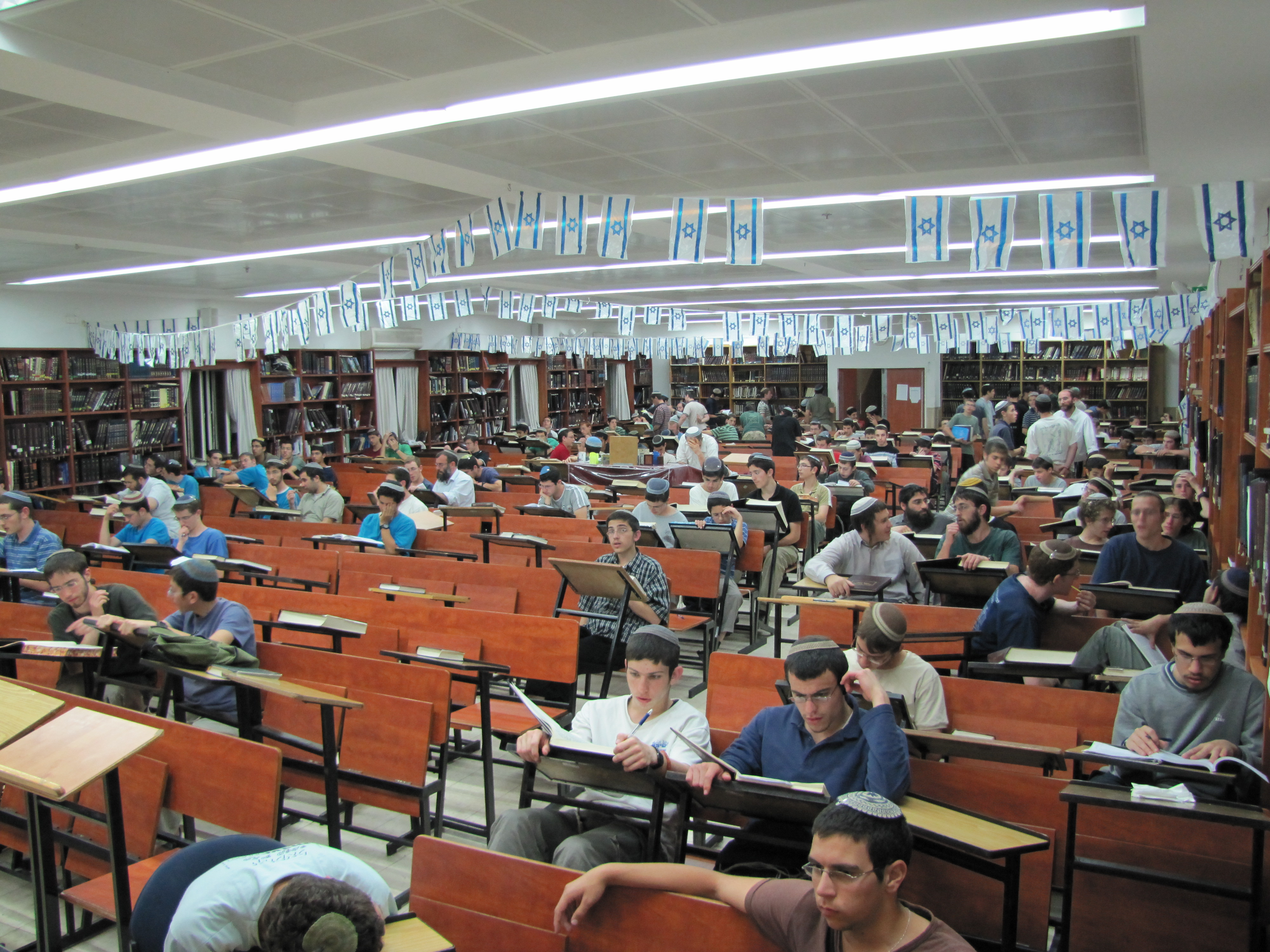
Hörsaal der Jeschiwa für Jugendliche, Israel

Jeschiwa oder Jeschiwe (jiddisch / hebräisch ישיבה; Pl. Jeschiwot oder Jeschiwes; Transkription in englischsprachigen Texten: Yeshiva oder Yeshivah) ist eine jüdische Hochschule, an der sich meist männliche Schüler dem Tora-Studium und insbesondere dem Talmud-Studium widmen. Das Studium erfolgt in Form von täglichen Schi'urim.
Man unterscheidet zwei Abschlussebenen: Jeschiwa gedola (wörtlich: „große Jeschiwa)“ sowie Jeschiwa ketana (wörtlich: „kleine Jeschiwa“). In den Vereinigten Staaten wird der höhere Abschluss auch nach dem aramäischen Begriff Metivta oder Mesivta genannt. Eine Jeschiwa für verheiratete männliche Studenten nennt man Kollel („Versammlung“). Der Leiter einer Jeschiwa wird als Rosch-Jeschiwa bezeichnet, das „Haupt“ der Jeschiwa.
Traditionell wurden Frauen zum Tora-Studium nicht zugelassen; es gibt seit einigen Jahren für sie allerdings die Möglichkeit, an modern-orthodoxen jüdischen Einrichtungen einen Jeschiwa-Abschluss zu erlangen. Ein neueres Konzept sind auch nicht-orthodoxe Jeschiwot wie die Besht Yeshiva Dresden oder säkulare Jeschiwot; dazu zählen Alma in Tel Aviv-Jaffa, die 1996 von der Knesset-Abgeordneten Ruth Calderon (Jesh Atid) gegründet wurde, oder BINA in Ramat Gan. Die säkularen Jeschiwot stellen sich gegen die Monopolisierung des jüdischen Erbes durch die Orthodoxie und suchen im sozialen Engagement Wege zu Tikun Olam, der „Reparatur der Welt“.

## Geschichte

### Vor 1800
Nach jüdischer Tradition hatte der Rabbiner jeder Gemeinde das Recht, eine eigene Schülerschaft in einem Beit Midrasch („Klaus“) genannten Gebäude, das sich in der Regel in der Nähe der Synagoge befand, zu unterrichten. Ihr Auskommen wurde aus dem Steueraufkommen der Gemeinde bestritten. Nach einigen Jahren konnten die Schüler entweder nach Ablegen der Semicha selbst eine Rabbinerstelle antreten oder sich einem weltlichen Beruf widmen.
Die Mischna erwähnt das Gesetz, dass sich ein Ort nur „Stadt“ nennen darf, wenn er wenigstens zehn Männern (Batlanim), der Mindestzahl für gemeinsames Beten, das Studium der Tora ermöglicht (Mischna: Traktat Megilla). Ebenfalls wurde jedes Rabbinatsgericht (Beth Din) von einer Schülerschaft, die der dreifachen Zahl der Richter selbst entsprach, begleitet (Mischna, Traktat Sanhedrin). Dies zeigt die historische Bedeutung der klassischen Jeschiwa.
Wie im Talmud vorgeschrieben, widmeten sich die Männer in der Regel jeweils einen Monat vor der Ernte (Elul und Adar) verstärkt dem Studium der Tora.
Im deutschsprachigen Raum genossen im 11. bis 13. Jahrhundert die drei kooperierenden Talmudschulen von Mainz, Worms und Speyer, den SchUM-Städten, besonderes Ansehen. 1990 wurde die Yeshiva Gedola in Berlin von den Chabad Shluchim („Emissären“), dem Rabbiner Yehuda und seiner Frau Leah Teichtal gegründet. Es handelte sich um die erste Neugründung einer orthodoxen Jeschiwa auf deutschem Boden nach dem Zweiten Weltkrieg.

### Chaim von Waloschyn

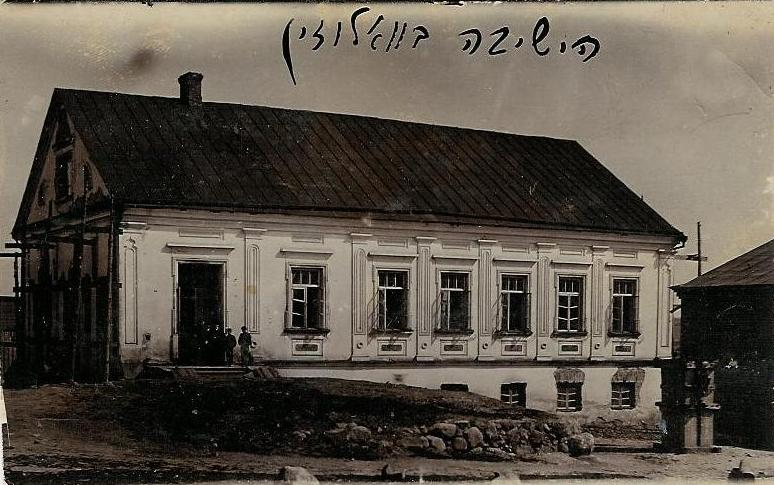
Die Jeschiwa von Waloschyn

Strukturierte Torastudien wurden vor allem von Rabbi Chaim Waloschyn entwickelt, einem Schüler des Gaons von Wilna. Seiner Ansicht nach genügte die bisherige Form des Studiums nicht dem Bedürfnis nach einem intensiveren Studium.
Rabbi Chaim sammelte interessierte Schüler und eröffnete Ende des 18. Jahrhunderts die Jeschiwa von Waloschyn. Obwohl diese Einrichtung 60 Jahre später von der russischen Regierung geschlossen wurde, eröffneten einige weitere in anderen Städten, die bekanntesten darunter sind Ponovezh, Mir, Brest und Telz. Viele heutige Schulen in den Vereinigten Staaten und Israel sehen sich als deren Nachfolger und tragen den jeweiligen Namen.

## Formen der Jeschiwot
Es gibt vier Formen der Jeschiwot:
1. Jeschiwa Ketana („kleine Jeschiwa“) – auch Cheder genannt, nur grundlegend und ohne säkulare Inhalte
2. Yeshiva High School – auch Mesivta oder Mechina (nicht zu verwechseln mit der Mechina), vereint jüdisch-orthodoxe Erziehung mit einem säkularen High-School-Abschluss (entspricht in etwa dem deutschen Abitur), dualer Lehrplan ursprünglich von der Manhattan Talmudical Academy of Yeshiva University (auch bekannt als „Marsha Stern Talmudical Academy“) aus dem Jahre 1916
3. Beit Midrasch – ein weiterführender Studiengang für jene, die die Highschool abgeschlossen haben, Ausbildungsdauer ein bis mehrere Jahre
4. Kollel – Jeschiwa für verheiratete Erwachsene, aus dem Europa des 19. Jahrhunderts

Man unterscheidet zwischen der amerikanischen und der israelischen Jeschiwa. Der amerikanische Jeschiwastudent absolviert die Jeschiwa Ketana normalerweise vor Ort, danach die Yeshiva Highschool entweder vor Ort oder häufiger mit anderen Schülern in einer Art Internat. Diese wird oft von zwei bis vier Jahren in einem Beit Midrasch gefolgt. Es schließen sich Aufenthalte von zwei bis fünf Jahren in Israel an. Danach kehrt der Schüler zurück und absolviert eine amerikanische Jeschiwa, nach der Hochzeit oft gefolgt vom Kollel.

## Bekannte Jeschiwot
Die zurzeit größten Jeschiwot sind:

### Israel
- Mir-Jeschiwa (Jerusalem); Charedi
- Beit-El-Jeschiwa (Bet El); zionistisch
- Brisk-Jeschiwa (Jerusalem); Charedi
- Chewron-Jeschiwa (Jerusalem, zuvor in Hebron); Charedi
- Jeschiwat Ateret Kohanim; zionistisch, Hesder, hebräisch
- Jeschiwat Birkat Mosche (Maale Adumim); zionistisch, Hesder, hebräisch
- Jeschiwat haBucharim (Kfar Chabad); Lubawitsch
- Jeschiwat haKotel; zionistisch, hebräisch mit Schiur auf Englisch
- Jeschiwat Har Etzion (Gusch Etzion); zionistisch, Hesder, englisch und hebräisch
- Jeschiwat Kerem beJawne; religiös-zionistisch, hebräisch und englisch
- Kol Torah
- Ponevezh-Jeschiwa (Bnei Berak); Charedi
- Machon Meir (Jerusalem); zionistisch, mehrsprachig
- Merkas HaRaw Kook (Jerusalem); zionistisch, hebräisch
- PARDES-Institute for Jewish Studies; englisch und hebräisch; egalitär, modern-orthodox, unabhängig
- Tomchei Tmimim Lubawitsch (Kfar Chabad); Lubawitsch
- Toras Emes (Jerusalem, zuvor in Hebron); Lubawitsch

Es gibt viele Hesder-Jeschiwot, die das Studium mit dem Wehrdienst verbinden, verschiedene chassidische, und Dutzende andere.

### Vereinigte Staaten
- Beth Medrash Govoha, auch „Lakewood Yeshiva“ (Lakewood, New Jersey)
- Yeshiva Ner Yisrael: Ner Israel Rabbinical College (Baltimore, Maryland)
- Telshe Yeshiva (auch „Telz“ in Cleveland, Ohio; Chicago, Illinois; Riverdale, New York)
- The Rabbi Isaac Elchanan Theological Seminary of Yeshiva University (New York City)
- Mesivta Tifereth Jerusalem (Manhattan und Staten Island, New York City)
- Yeshiva Torah Vodaas (Brooklyn, New York City)
- Yeshiva Rabbi Chaim Berlin (Brooklyn)
- Yeshiva Chofetz Chaim: Rabbinical Seminary of America, (Queens, New York City)
- Hebrew Theological College, Yeshivat Beit HaMidrash L'Torah (Chicago)
- Tomchei Temimim Lubawitsch (Brooklyn)

Es existieren zahlreiche andere, darunter verschiedene chassidische Jeschiwot.

### England
- Gateshead Yeshiva

### Kanada
- Yeschiwa Torah Chaim, Toronto

## Jeschiwot im deutschsprachigen Raum

### Schweiz
- Jeschiwo le’Zeirim, Zürich

### Deutschland
- Jeschiwa Gedolah Frankfurt
- Yeshiva Gedola in Berlin[5][4]
- Besht Yeshiva Dresden

### Österreich
- Wiener Jeschiwa
- Jeschiwa von Pressburg

## Akademisches Jahr
Das Jahr teilt man in drei Smanim (etwa: „Semester“ bzw. Trimester).
Elul-Sman beginnt im hebräischen Monat Elul und geht bis zum Jom Kippur (sechs Wochen). Winter-Sman beginnt nach dem Sukkot (Laubhüttenfest) und geht bis zum Pessachfest (sechs Monate). Das Sommersemester beginnt nach Pessach und geht bis zum Beginn des jüdischen Monats Aw (drei Monate).

## Stundenplan an der Jeschiwa haBucharim in Kfar Chabad, Israel
- 07:30 Seder Chassidut Boker (Morgendliche Chassidische Lehren)
- 09:00 Schacharit (Morgengebet)
- 10:00 gemeinsames Frühstück
- 11:00 Chavrutot + Seder Talmud (Talmudstudien in kleinen Gruppen von je 2 Personen)
- 12:00 Schi'ur (Unterricht / Vorlesung)0
- 13:00 Chavrutot + Seder Talmud (Talmudstudien in kleinen Gruppen von je 2 Personen)
- 13:30 Mincha-Gebet (Mittagsgebet)
- 13:45 Mittagessen
- 16:00 Seder Safrut / Schechita / Semicha (Thoraschreiber / Schächter / Rabbinerdiplom)
- 16:30 Schi'ur Safrut / Schechita / Semicha (Unterricht)
- 18:00 Abendessen
- 19:30 Seder Chassidut Erew (Abendliche Chassidische Lehren)
- 21:30 Ma'ariw (Abendgebet)
- 21:45 Seder Likutei Sichot (Lehren des Rebben)
- 23:30 Schlafenszeit und nächtliches Schema Rezitieren

Dieses Studium gilt normalerweise von sonntags bis donnerstags mit einem extra langen Seder bis 1:00 Uhr nachts. Freitags ist normalerweise wenigstens ein Seder am Vormittag, der Nachmittag ist frei. Samstags gilt ein spezieller Sabbat-Stundenplan.
Das Studium erfolgt in der Regel gemeinsam mit einem Studienpartner (Chawruta, aramäisch für „Freund“) oder in einem Sch'iur.

### Talmudstudien
In der typischen Jeschiwa liegt das Hauptaugenmerk auf Studium und Analyse des Talmud. Das Studium des Talmud erfolgt einerseits be'ijun, mit Betonung eines möglichst detaillierten und tiefgehenden Verständnisses der Talmudstelle, andererseits bekijut, mit Betonung von quantitativem Fortschritt beim Studium, sodass sich der Schüler ein möglichst umfassendes Talmudwissen aneignet.

### Jüdische Gesetze
Im Allgemeinen verbringt der Schüler einige Zeit mit dem Studium der Halacha, der jüdischen Gesetze. Der meiststudierte Text ist die Mischna Berura, verfasst von Rabbi Jisra'el Me'ir Kagan.

### Jüdische Ethik
Wichtige Texte
- Pirke Avot
- Mesillat Jescharim von Rabbi Mosche Chaim Luzzatto
- Orchot Zaddikim („Pfad der Gerechten“)
- Pflichten des Herzens von Bachja ibn Pakuda
- Maalot HaMiddot („Nutzen von gutem Charakter“)
- Mischnat R' Aharon
- Michtaw meElijahu von Eliyahu Eliezer Dessler.

Chassidismus: Tanja und Likkutej Tora, beide von Schneur Salman.